# Colònia penal de Nova Caledònia
La colònia penal de Nova Caledònia va ser un complex penitenciari francès, situat a l'arxipèlag i departament d'ultramar de Nova Caledònia. Actiu entre 1864 i 1924, hi van ser deportats al voltant de 21.600 presoners, majoritàriament de la França continental i l'Algèria francesa. Dividits en tres categories, els condemnats podien arribar a ser alliberats sense obtenir el dret a retorn a les seves contrades.

## Tipus de presos

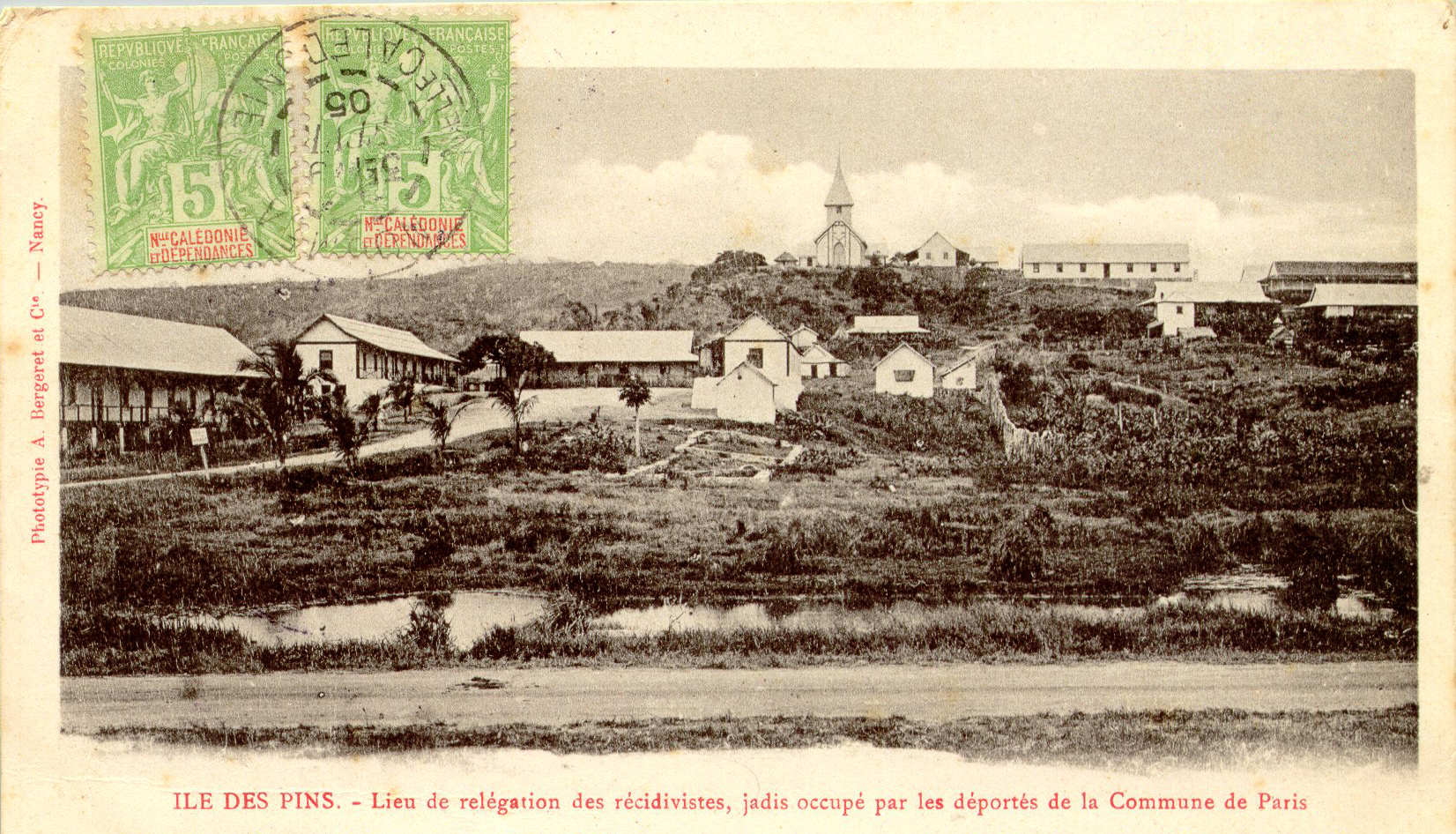
Postal original que representa la colònia penal de l'illa dels Pins, a Ouro.

A les dependències penitenciaries hi van internar tres tipus de condemnats:

### «Transportats»
Aquesta categoria es va establir a la llei francesa, del 30 de maig de 1854, sobre conviccions colonials. Va ser, amb diferència, el grup més nombrós i també se'ls va anomenar «esclaus» perquè eren condemnats a treballs forçats (de 8 anys a cadena perpètua) per delictes de dret comú (que anaven des de l'atemptat contra la moral a l'assassinat). La majoria d'ells van ser reclosos al centre penitenciari de l'illa de Nou (des dels anys 1970, Nouville, un dels barris de Nouméa) i van servir per a la construcció de carreteres i edificis de la colònia, sent la primera d'elles la del dipòsit penitenciària de l'illa. D'aquesta forma va esdevenir el laboratori de la teoria social del governador de Nova Caledònia Charles Guillain, més santsimonià que fourierista, que volia rehabilitar els condemnats a través del treball i donar-los-hi una segona vida després de la condemna amb l'oferiment d'una concessió de terres. Els primers 250 «treballadors transportats» van arribar a la ciutat de Port-de-France (des de 1866, Nouméa) el 9 de maig de 1864 a bord de L'Iphigénie. En total, entre 1864 i 1897, 75 combois van portar uns 21.630 registrats a la colònia penal, segons les estimacions d'Alain Saussol. Entre els descendents d'aquests convictes podem esmentar Bouteille, Bouteiller, Chatenay, Colomina, Delathière, Gervolino, Komornicki, Lafleur, Lucas, Mariotti, Pagès, Papon, Péré i Robelin. Entre 1864 i 1897 hi va haver 1822 transportats magrebins (d'un total de 2166 transportats, deportats i relegats).

### «Deportats»

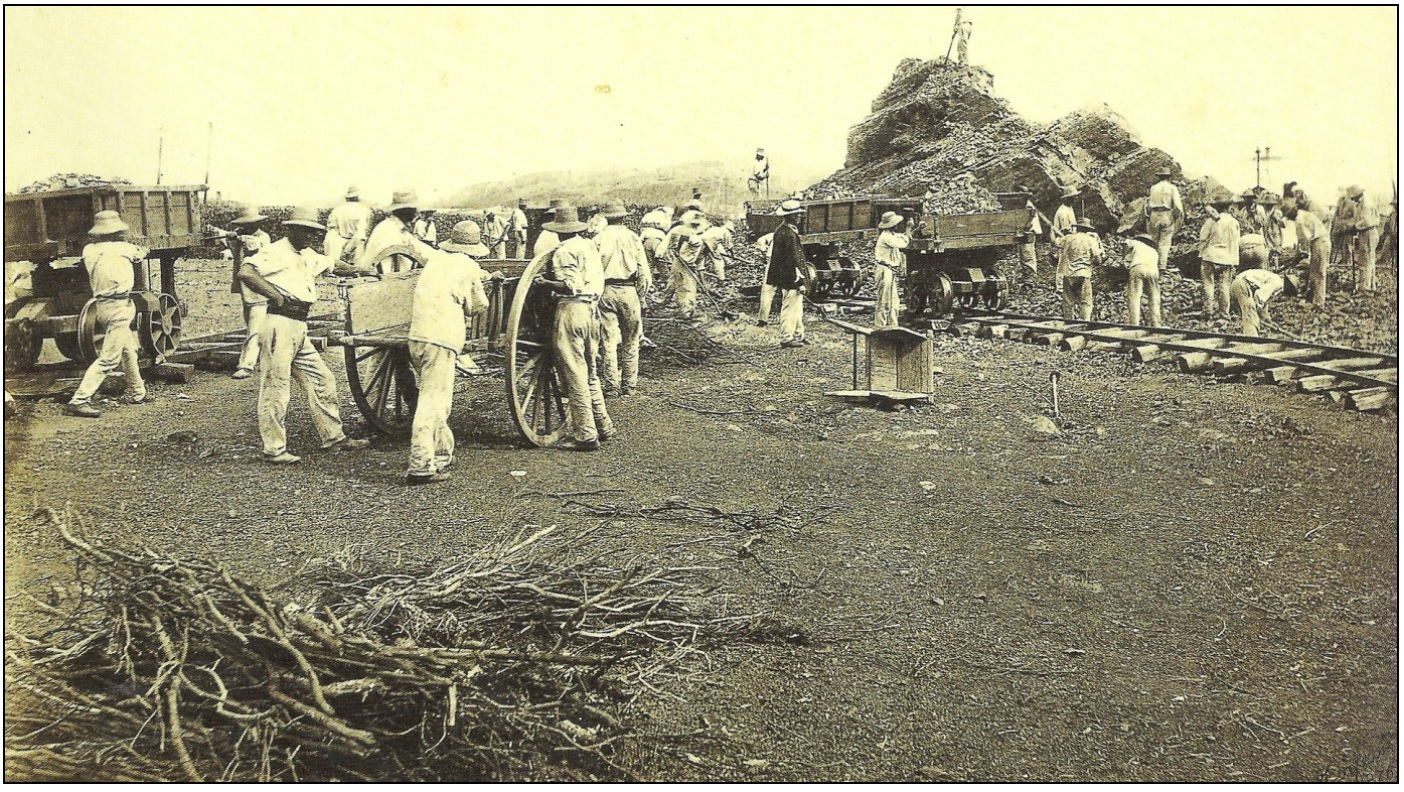
Condemnats en una obra a Nouméa, per l'anivellament de la Butte Conneau, vers 1900.

Aquesta categoria es va establir a la llei francesa, del 8 de juny de 1850, sobre la deportació política. Va ser integrada per condemnats polítics, principalment aquells qui van participar en la Comuna de París de 1871, la qual cosa va significar que els deportats sovint se'ls anomenava «comuners» (comunards). A partir de 1872, 4.250 van ser enviats al centre penitenciari de l'illa dels Pins o al de la península de Ducos (per als considerats més perillosos), entre ells figures de renom com Louise Michel o Henri Rochefort. L'any 1880 van obtenir una amnistia que els autoritzava a marxar: menys de 40 famílies van decidir quedar-se a la colònia (els Armand, Bourdinat, Cacot, Courtot, Dolbeau, i d'altres, com Adolphe Assi, Louis Boissier o Louis Roger no van tenir descendència). També s'hi van incloure en aquesta categoria els participants a la revolta de Mokrani de 1871 a Algèria, així com els condemnats de les successives insurreccions de 1864 (al sud d'Oran), 1876 (El Amri), 1879 (l'Aurès), 1880-1882 (al su d'Oran): van ser diversos centenars d'«algerians del Pacífic» que, malgrat l'amnistia de 1895, es van quedar i van fundar llinatges neocaledonis instal·lant-se principalment al barri de Nessadiou de Bourail (els Abdelkader, Aïfa, El Arbi, en particular). El 1914, un petit contingent de rebels independentistes tonquinesos, culpats d'un atac amb granada al cafè de l'hotel Hanoi el 1913, va ser deportat a la colònia, entre ells Ca-Lê Ngoc Lien i Phan Tuan Phong.

### «Relegats»
Aquesta categoria també va ser condemnada a colònia penal a partir de 1885, en aplicació de la Llei Waldeck-Rousseau, de 27 de maig. També se'ls va denominar «reincidents» i va comprendre un total de 3.300 homes i 457 dones, internats sobretot als camps de l'Illa dels Pins, de Prony i de la Ouaménie, aquest darrer a Boulouparis.

## Activitat
La supervisió dels camps la va dur a terme un gran nombre de personal penitenciari, que va arribar fins a 660 persones, assistit en tot moment per la policia autòctona.
La colònia penal es va transformar, de fet, en una empresa de subcontractació de treball, primer a les administracions (obra pública) i després a empreses privades (SLN, etc.). Els ingressos del treball (després d'una fase de préstec) es van destinar al pressupost general, un terç dels quals va ser recaptat per la Hisenda Pública, en cas de beneficis.
L'any 19877, el nombre de delinqüents presents a Nova Caledònia va pujar a 11.110, és a dir, 2/3 dels europeus presents a la colònia, i l'any 1897, data de l'aturada dels combois de «transportats» i «relegats», encara eren 8.230.

## Penes accessòries
Després dels treballs forçats, els condemnats havien de seguir complint la pena instal·lant-se en finques penitenciaries i, un cop alliberats, obtenir terrenys en concessió penal. Per fer-ho, l'administració penitenciaria va adquirir una gran finca, en gran part extreta de terres indígenes, que en el seu moment àlgid arribava a les 260.000 hectàrees. En total, les concessions adjudicades als alliberats s'estimen en unes 1.300. Els espais per a l'establiment d'aquests nous colons van ser Bourail, a partir de 1867 (amb unes 460 concessions); La Foa-Farino (amb els centres de Fonwhary, Focola, Ouraï, Farino i Tendéa) a partir de 1876, Ouégoa després de 1880 i Pouembout el 1883. Els últims centres penitenciaris van ser tancats el 1922 i el 1931, però molts descendents de presos alliberats van romandre assentats amb les concessions dels seus avantpassats.

## Comuners

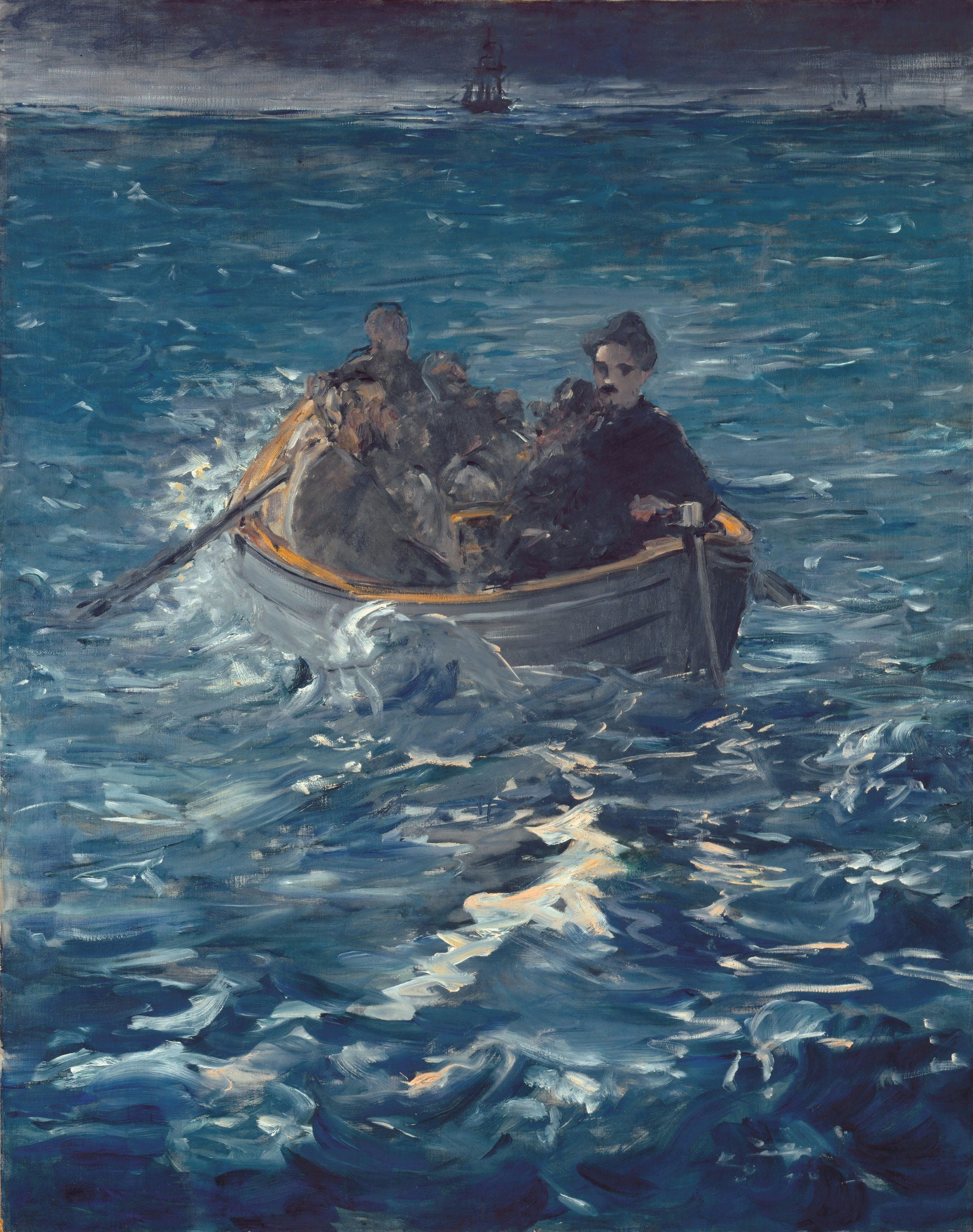
La fugida de Rochefort (Édouard Manet, 1881) Kunsthaus, Zúric

A partir de 1872, i fins a les amnisties de 1880, els insurgents de la Comuna de París van ser deportats a la colònia penal de Nova Caledònia: a l'illa de Nou per als condemnats, a la península de Ducos per als deportats en recinte fortificat, o a l'illa dels Pins per als simples deportats, alguns dels quals van poder romandre a la ciutat de Nouméa. Els insurgents cabilencs de la revolta de 1871 també van ser enviats a l'illa dels Pins.
Durant la revolta de 1878, els deportats van ser utilitzats per l'administració colonial com a eina de repressió contra els nadius canacs. Louise Michel, que va obtenir, durant la seva deportació, una plaça de professora a Nouméa, és una de les poques que es va interessar per la cultura canac i es va oposar a la repressió. Mentre que els comuners van rebre una amnistia el 1880, la majoria dels deportats africans van acabar les seves vides a l'arxipèlag.
Un conte titulat Jacques Damour (1880), escrit per Émile Zola, evoca l'existència d'aquesta colònia penal. El mateix autor també la menciona a Le Docteur Pascal (1893), quan Pascal Rougon va fer que la seva neboda Clotilde detallés la genealogia de Les Rougon-Macquart amb relació a Étienne Lantier:
| « | Étienne Lantier, de tornada a París després de la vaga de Montsou, es va veure més tard compromès en la insurrecció de la Comuna, les idees de la qual havia defensat amb passió, havia estat condemnat a mort, després indultat i deportat, de manera que ara es trobava a Nouméa; fins i tot es va dir que allà es va casar immediatament i que va tenir un fill, sense saber-ne exactament el sexe. | » |

## Dones presoneres
El directori de les colònies, que necessitava dones per a colonitzar l'illa, va recórrer a l'autoritat penitenciària de les presons centrals metropolitanes per a animar els voluntaris a traslladar-se a Nova Caledònia. El primer comboi de transport de dones condemnades va desembarcar el 23 de gener de 1870. Moltes foren solteres i condemnades a treballs forçats per infanticidis, després, en nombre insuficient (192 entre 1870 i 1887), també s'hi van enviar dones condemnades a presó (80) o a presó per petits delictes (250). Les preses van ser recloses a Bourail, en un convent regentat per les Germanes de Saint-Joseph de Cluny, fins al seu matrimoni amb un terratinent alliberat o un condemnat, organitzant les seves reunions sota l'atenta mirada de les monges.
Només quatre ex-presos de la colònia penal es van casar amb dones lliures, la resta ho van fer amb dones ex-preses o encara complint condemna.

## La fi de la colònia penal

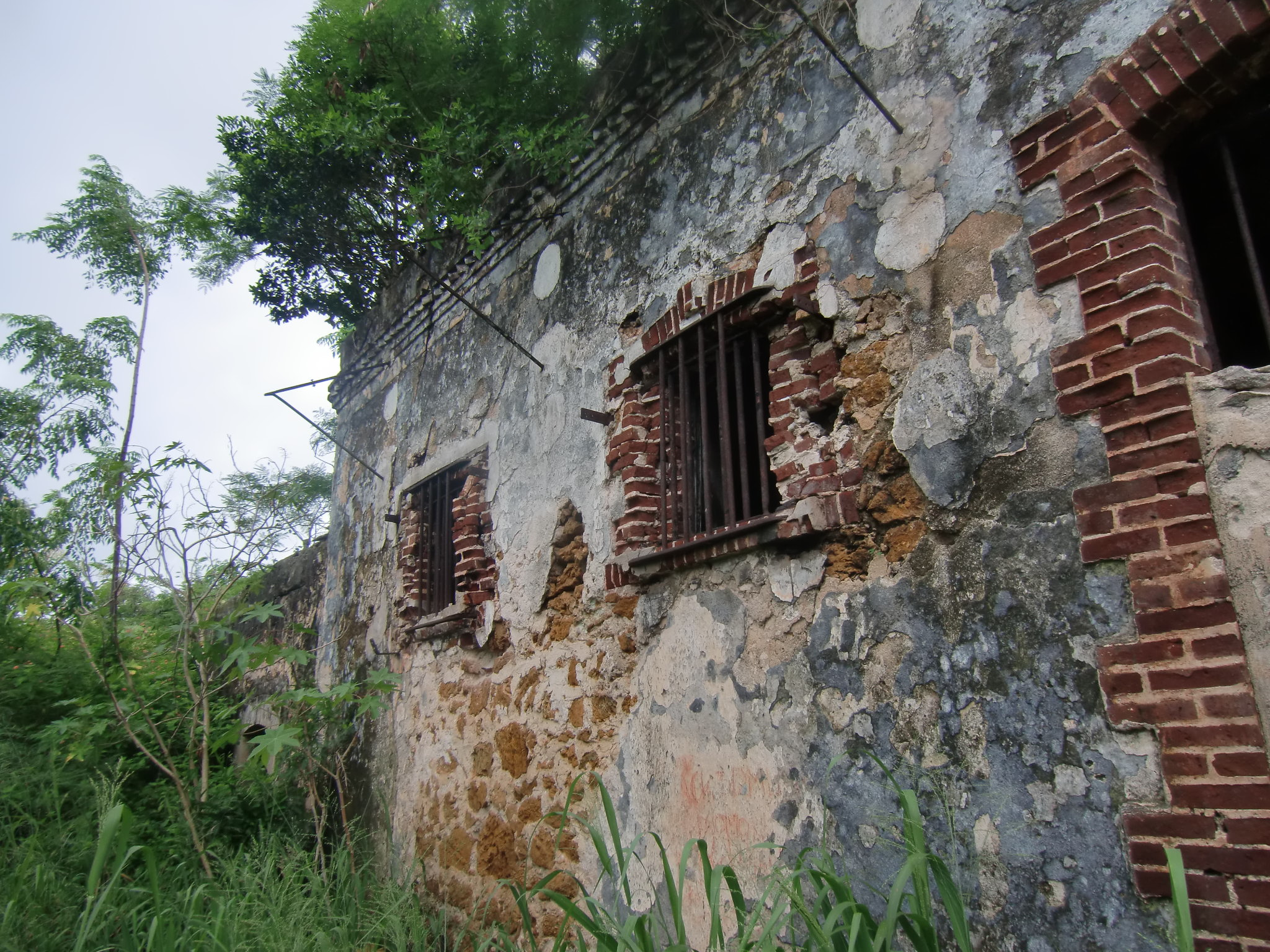
Ruïnes de la colònia penal de l'Illa dels Pins

Tant els colons que patien la competència del treball dels condemnats com també l'administració penitenciària que monopolitzava les millors terres van anar impugnant progressivament la presència de la colònia penal. Un nou governador nomenat l'any 1894, Paul Feillet, es va declarar en contra de l'«aixeta d'aigua bruta» que constituïa la deportació de condemnats. El 1897 es va interrompre, però els presoners que ja estaven presents a la colònia penal hi van acabar les respectives penes (el 1921 encara eren 2.300). L'últim presoner va ser Cheikou Cissé, tirador senegalès condemnat a deportació perpètua el 1919, i que va morir a Nouméa el 1933.

## Historiografia, patrimoni i memòria

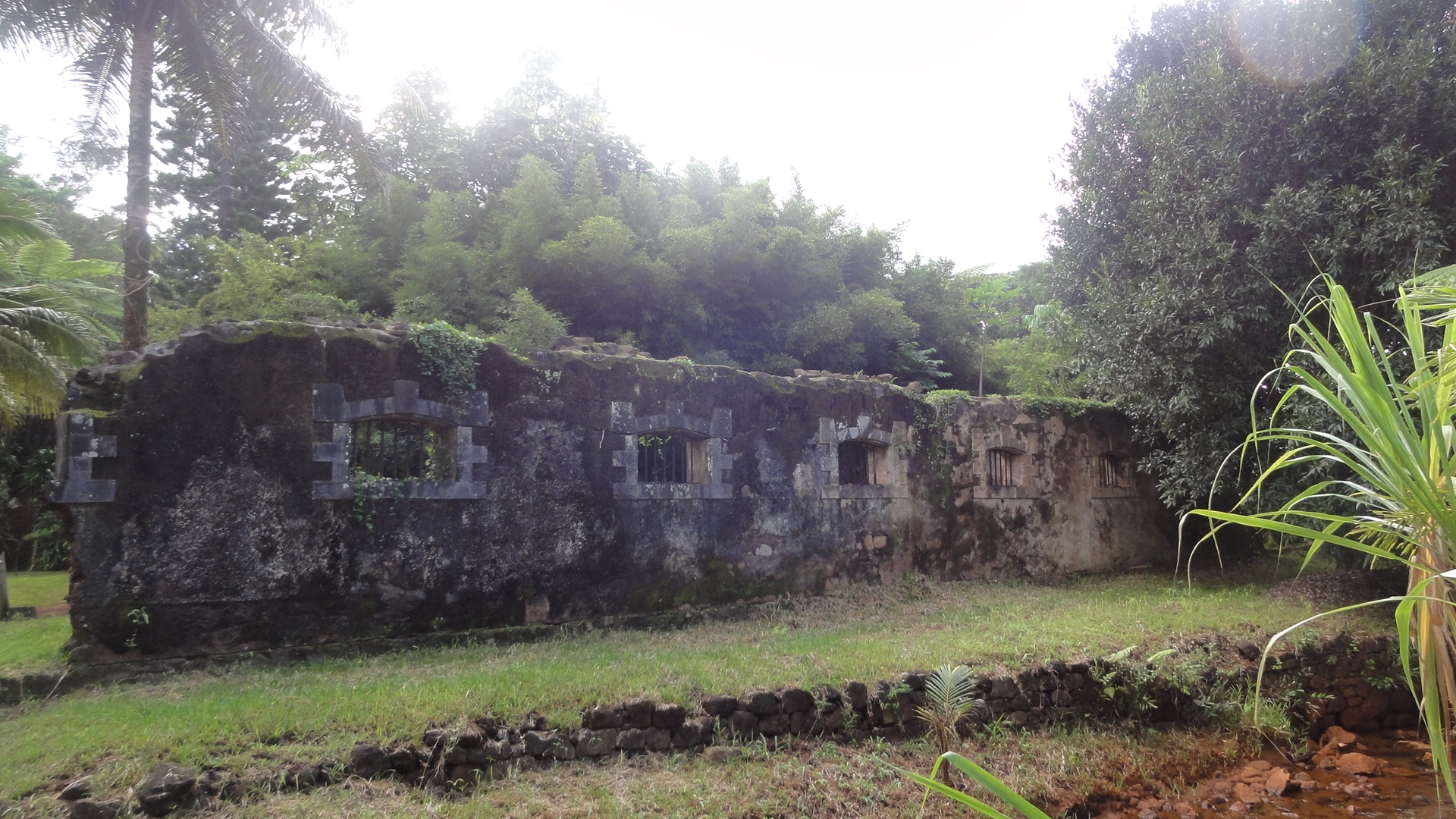
Restes de la colònia penal a Prony

La qüestió dels llegats històrics de l'època colonial va començar a ser plantejada a la dècada de 1970 per Alain Saussol -un geògraf de l'«escola de Montpeller» i alumne de François Doumenge-, a través de la seva obra de 1979 L'Héritage que aborda temes com l'espoli de terres, l'acantonament i l'estudi dels efectes dels assentaments colonials, fins i tot penals. Més enllà, a la mateixa època, Louis-José Barbançon, un professor de secundària i descendent d'un condemnat, es va centrar en la recerca històrica de la colònia penal de Nova Caledònia i el procés de colonització penal, àmbits fins ara descuidats pels historiadors, alhora que multiplicava les accions de popularització d'aquesta recerca realitzant en paral·lel activitats polítiques marcades per la defensa d'una identitat pluriètnica o, fins i tot, de nacionalisme canac. Va obtenir el seu doctorat en història a la Universitat de Versalles Saint-Quentin-en-Yvelines, gràcies a la supervisió de Jean-Yves Mollier, amb una tesi sobre les representacions colonials de la presó titulada  Entre les chaînes et la terre. L’évolution de l’idée de déportation au xixe siècle en France, aux origines de la colonisation en Nouvelle-Calédonie (traduïble com a «Entre cadenes i la terra. L'evolució de la idea de la deportació al segle xix a França, fins als orígens de la colonització de Nova Caledònia»). Es va publicar l'any 2003 amb el títol L'Archipel des forçats. Histoire du bagne de Nouvelle-Calédonie (1863-1931) («L'arxipélag dels forçats. Història de la colònia penal de Nova Caledònia (1863-1931)»). Principalment, a Le Pays du non-dit de 1991, destaca el procés d'oblit instal·lat des de fa temps a la memòria col·lectiva local, convertint la colònia penal en un dels molts tabús de la història de Nova Caledònia i lamentant que «Els joves neocaledonis no saben res de la colonització real, barraques cremades, terres desposseïdes, treballs forçats, canacs desplaçats; la colonització sempre se'ls ha presentat en els seus aspectes civilitzadors: higiene, salut, educació, tecnologia... Encara avui, per estupidesa o orgull, quan parlem dels primers neocaledonis, fem servir el gratificant terme de "pioners", oblidant voluntàriament que la majoria d'ells eren colons forçats». Una altra historiadora de Nova Caledònia, Christiane Terrier, tot i qualificar l'aspecte majoritàriament dur de la colonització penal en comparació amb la colonització lliure, tal com defensa Barbançon, també reconeix aquest descuit: «Fins als Acords de Matignon de 1988, la història, situada al cor de les qüestions polítiques, tenia mala premsa... Des dels Acords de Matignon, les ments han evolucionat en la direcció d'un interès i una obertura cada cop més grans, però la interpretació de la història continua sent una qüestió fonamental en la mesura que influeix directament en la nostra comprensió del present».

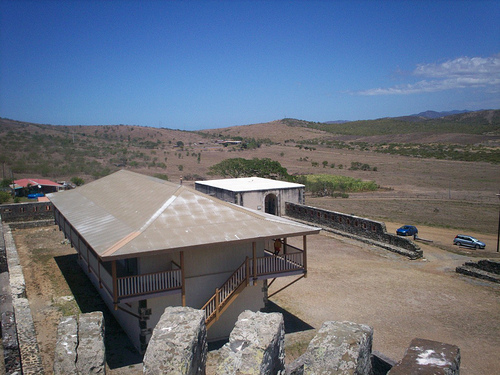
Fort Teremba, prop de Moindou.

En relació amb aquesta llarga deixadesa per part de la historiografia de la història colonial, en general, i la de la colonització penal, en particular, els vestigis de la colònia van romandre durant molt de temps, per alguns fins als anys 2010, desatesos pels poders públics o bé reutilitzats sense potenciar la seva vessant patrimonial. Molts van ser posteriorment ocupats per la vegetació, l'exemple més destacat és el de l'antic campament de Prony. No obstant, l'any 1975 es va crear l'associació Testimoni d'un passat (Témoignage d'un passé, ATUP) amb l'objectiu de promoure la preservació del patrimoni heretat de l'època colonial (cases colonials, antics centres penitenciaris, etc.) i permetre la creació de museus, entre ells un per a la colònia penal de l'illa de Nou. A partir de la dècada de 1990, la Província del Sud va establir serveis de visites guiades, juntament amb excursions, principalment a Nouville i el poble de Prony. L'any 1998, la ciutat de Nouméa va comprar i rehabilitar l'antiga botiga d'alimentació de la colònia penal de Nou per convertir-la en el Teatre de l'Illa. No gaire lluny, en el departament de dret, economia i gestió de la Universitat de Nova Caledònia s'hi troben els antics tallers de la presó. El passat penitenciari de Nouville també es manté present a través de la capella de la presó, construïda l'any 1882, els dormitoris dels convictes (cabanes dormitoris d'uns 20 metres de llarg en què s'amunteguen 80 condemnats), alineats al llarg d'un carreró anomenat irònicament «el bulevard del crim» (le Boulevard du crime) i, més amunt, la caserna de guàrdies militars. Entre La Foa i Moindou, l'associació Margarita (Marguerite), en relació amb les comunitats, va rehabilitar el Fort Teremba on s'organitzen reconstruccions històriques i espectacles de sons i llums. L'any 2013, la Província Sud va posar en marxa un programa de rescat, protecció i valorització de les restes de l'illa dels Pins, envaïda per la vegetació, de la presa d'Anse N'Du al barri de Ducos (Nouméa) en vinculació amb l'Institut d'Arqueologia de Nova Caledònia i el Pacífic (IANCP) i les associacions In Memoriam de l'historiador Stéphane Pannoux. L'any 2020 es va obrir al públic un centre d'interpretació dedicat a la colònia penal de Nova Caledònia, a l'antiga fleca restaurada de Nouville, per l'associació Testimoni d'un passat.

## Reserves canacs
Els canacs es van veure obligats a traslladar-se a reserves canacs establertes en 1868, que s'anaren reduint progressivament en extensió,  més a prop de les muntanyes i les seves condicions de vida es van tornar molt dures. Aquesta situació va causar un greu ressentiment entre els canacs que van protagonitzar la revolta Canac de 1878 contra el domini colonial francès, que va ser reprimit pels francesos, més ben armats, i el líder canac va ser decapitat i el seu cap va ser exposat al Museu d'Història Natural. De 1898 a 1900 es van emetre una sèrie d'ordres d'espoliació que van reduir considerablement l'extensió de les reserves existent fins ocupar el 10% de la superfície dels seus territoris ancestrals, atès que la seva població havia disminuït dràsticament a causa de les malalties, i els caps també van ser convidats a acceptar abandonaments a canvi de la promesa a les tribus dels títols de propietat inalienables sobre els territoris on estaven confinades.